# Csajági János
Csajági János (Debrecen, 1925. október 30. – Budapest, 2003. január 21.) Jászai Mari-díjas magyar rendező, színházigazgató.

## Életpályája
1945–1949 között a Színház- és Filmművészeti Főiskola színházrendező szakos hallgatója volt. 1949–1950 között a Nemzeti Színház ösztöndíjasa volt. 1950–1959 között a Magyar Néphadsereg Színháza, a Pécsi Nemzeti Színház és az egri Gárdonyi Géza Színház (1957–1958) rendezője volt. 1959–1962 között a Békés Megyei Jókai Színház rendező-igazgatója volt. 1962–1966 között a Szegedi Nemzeti Színház rendezője volt. 1968–1988 között a Magyar Rádió munkatársa, 1983-tól vezető rendezője volt.

## Színházi rendezései
A Színházi Adattárban regisztrált bemutatóinak száma: 9.
- Shaw: Sosem lehet tudni (1957)
- Gárdonyi Géza: Ida regénye (1958, 1961)
- Brecht: Koldusopera (1960)
- Kárpáti–Vajda: Kőmíves Kelemen (1960)
- Molière: A képzelt beteg (1961)
- Tarbay Ede: Mire a nyárnak vége.... (1963)
- Szirmai Albert: Mágnás Miska (1963)

## Rádiójátékai
- Ligeti Vilma: Az első tavasz (1959)
- Szomory Dezső: II. József császár (1963)
- Gellér Tibor: Bajtársak (1970)
- Majdak: A köd (1968, 1970)
- Gorkij: Az áruló (1970)
- Pákolicz István: Gyíkocska (1971, 1974)
- Rolland: Jean Christophe (1971, 1975)
- Nastasijevic: Süsü a sárkány (1971)
- Saint-Exupéry: A kis herceg (1972, 2012)
- Faulkner: A két katona (1972, 1975)
- Hidas Antal: Más muzsika kell (1977, 1983)
- Kipling: A dzsungel könyve (1977, 2003)
- Csukás István: A kerítésre rajzolt törpe, avagy a mese születése (1978, 1988, 2005)
- Tarbay Ede: A mozgólépcső vándorai (1979, 1982)
- Nastasijevic: Hilperick, a nagy zsivány (1979, 1983)
- Csajági: A harmincharmadik kérő (1982, 1992)
- Kosztolányi Dezső: Aranysárkány (1982, 1996)
- Csajági: Sötéten szikrázó csillag - Rádiójáték Janus Pannoniusról (1983, 1989)
- Csajági: A Hamupipőke sztori (1984)
- Jókai Mór: Az arany ember (1985)
- Shaw: Temessétek el a holtakat! (1989)
- Laboulaye: A pofon (1989)
- Csajági: A meglopott tolvaj (1990)
- Csajági: A bizalmatlan (1993)
- Csajági: Patkányok (1998)

## Lemezei
- Benedek Elek: A soknevű hercegúrfi (1980)
- Benedek Elek: Az igazmondó juhász (1980)
- Salten: Bambi (1984)
- Saltan: Bambi gyermekei (1985)
- Móricz Zsigmond: Légy jó mindhalálig (2004)
- Hoffmann: Diótörő
- P. Howard visszatér Piszkos Fred vele tart
- Török Sándor: Kököjszi és Bobojsza
- Kipling: A dzsungel könyve
- Móra Ferenc: Csalavári Csalavér

## Díjai
- Jászai Mari-díj (1977)
- OIRT I. és II. díj (1980)